# Vojtěch Štajf

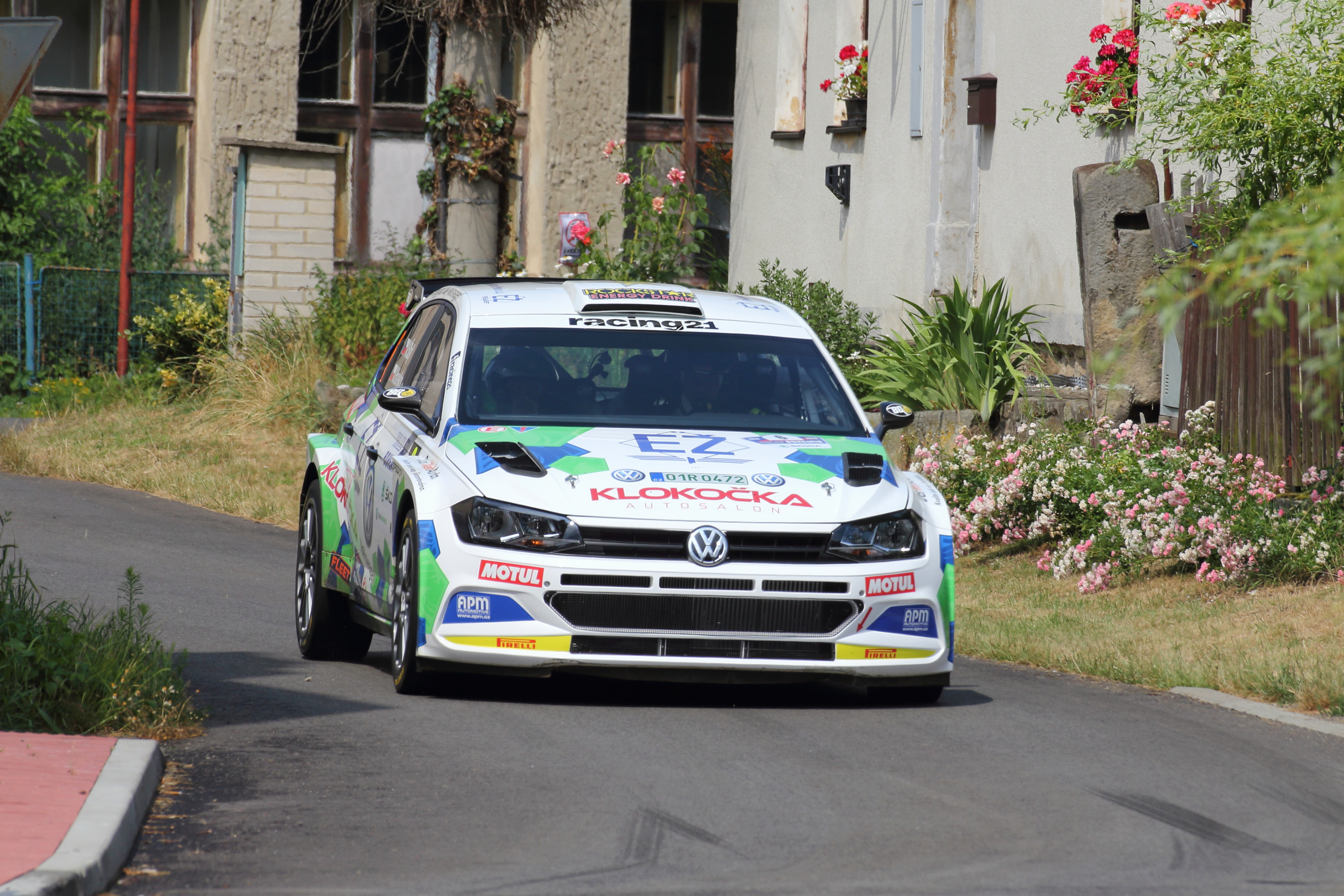
Štajf s VW Polo R5 na Rally Bohemia 2019

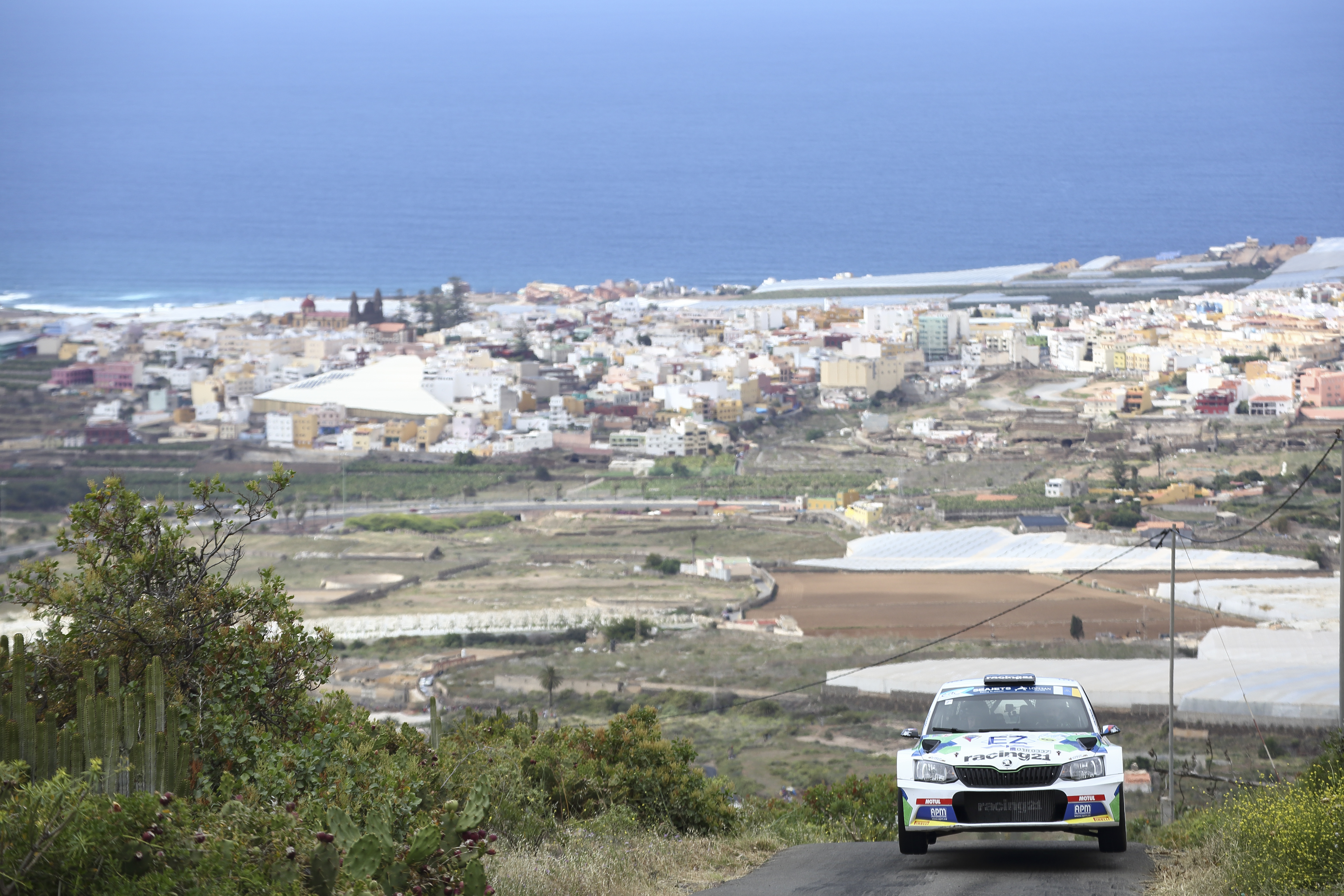
Rally Islas Canarias 2019

Vojtěch Štajf (* 9. března 1974) je český rallyový závodník a spolumajitel týmu Racing 21, který provozuje s Karlem Janečkem. Do povědomí fanoušků se zapsal především za volantem Subaru Impreza skupiny N, ve světě pak starty a celkovým druhým místem v šampionátu MERC. Štajf také spolupracuje či spolupracoval s osobnostmi jako jsou Daniel Landa, Petr Čtvrtníček či slovenský závodník Martin Koči.

## Výsledky

### MMČR
| Ročník | Tým                        | Automobil                       | 1       | 2             | 3       | 4       | 5       | 6       | 7       | 8       | 9       | 10  | 11     | MMČR      | Bod. |
| ------ | -------------------------- | ------------------------------- | ------- | ------------- | ------- | ------- | ------- | ------- | ------- | ------- | ------- | --- | ------ | --------- | ---- |
| 1999   | Štajf Vojtěch              | Opel Astra GSi 16V              | ŠUM 33  | LIB 29        | ÚSL 21  | KRU 38  | VYŠ     | BOH Ret | BAR 28  | AGR 19  | VAL     | TŘE | PŘÍ 13 | 46. místo | 0    |
| 2000   | Štajf Vojtěch              | Opel Astra GSi 16V              | ŠUM 19  | LIB 21        | KRU 22  | BOH 20  | BAR 21  | PŘÍ Ret |         |         |         |     |        | 31. místo | 0    |
| 2001   | Štajf Vojtěch              | Ford Escort RS Cosworth         | ŠUM 15  | VAL Ret       | KRU 9   | BOH Ret | BAR Ret | PŘÍ     | TŘE     |         |         |     |        | 19. místo | 4    |
| 2002   | Štajf Vojtěch              | Ford Escort RS Cosworth         | ŠUM Ret | VAL Ret       | KRU DNS | BOH 23  | BAR Ret | PŘÍ 10  | TŘE DSQ |         |         |     |        | 25. místo |      |
| 2003   | K.I.T. Racing              | Mitsubishi Lancer Evolution VII | ŠUM 15  | VAL Ret       | KRU 18  | BOH Ret | BAR Ret | PŘÍ Ret | TŘE 11  |         |         |     |        | 28. místo | 6    |
| 2004   | Miva Motorsport            | Mitsubishi Lancer Evolution VII | JÄN 18  | ŠUM 3         | TAT Ret | KRU 11  | BOH Ret | BAR 15  | PŘÍ Ret | TŘE Ret |         |     |        | 12.       | 25b  |
| 2005   | Czech National Subaru Team | Subaru Impreza STi              | JÄN 16  | ŠUM 14/small> | VAL Ret | TAT 23  | KRU Ret | BOH 6   | BAR Ret | PŘÍ Ret | TŘE Ret |     |        | 24.       | 12b  |
| 2006   | Czech National Subaru Team | Subaru Impreza STi              | JÄN 5   | ŠUM 9         | TAT 4   | KRU Ret | BOH 5   | BAR Ret | TŘE 4   | PŘÍ 3   |         |     |        | 2.        | 89b  |
| 2007   | Czech National Subaru Team | Subaru Impreza STi              | JÄN 10  | ŠUM Ret       | KRU DSQ | BOH 4   | TŘE 3   | BAR Ret | PŘÍ 10  |         |         |     |        | 9.        | 47b  |
| 2008   | Czech National Subaru Team | Subaru Impreza STi              | JÄN Ret | VAL 9         | ŠUM 4   | KRU 5   | HUS Ret | TŘE 12  | BOH 5   | BAR     | PŘÍ 6   |     |        | 7.        | 64b  |
| 2009   | Czech National Subaru Team | Subaru Impreza STi              | VAL 15  | ŠUM Ret       | KRU 11  | HUS 4   | BAR 12  | PŘÍ 4   | BOH 8   |         |         |     |        | 7.        | 56b  |
| 2010   | Czech National Subaru Team | Subaru Impreza STi              | VAL 10  | ŠUM 5         | KRU Ret | HUS 7   | BOH Ret | BAR 17  | PŘÍ 8   |         |         |     |        | 7.        | 45b  |
| 2011   | Czech National Subaru Team | Subaru Impreza STi              | VAL 11  | ŠUM -         | KRU 6   | HUS Ret | BOH 6   | BAR 26  | PŘÍ Ret |         |         |     |        | 10.       | 41b  |
| 2012   | Czech National Subaru Team | Subaru Impreza STi              | JÄN     | VAL 15        | ŠUM Ret | KRU 12  | HUS 6   | BOH -   | BAR 19  | PŘÍ Ret |         |     |        | 14.       | 22b  |
| 2013   | Duck Racing                | Subaru Impreza STi              | JÄN     | ŠUM 5         | KRU 6   | HUS 6   | BOH 8   | BAR Ret | PŘÍ -   |         |         |     |        | 7.        | 99b  |
| 2014   | Duck Racing                | Subaru Impreza STi              | JÄN     | KRU 3         | ŠUM     | HUS 5   | BOH     | BAR     | PŘÍ     |         |         |     |        | 11.       | 70b  |
| 2015   | Duck Racing                | Subaru Impreza STi              | ŠUM     | KRU           | HUS     | BOH     | BAR 14  | KLA     |         |         |         |     |        | -         | -    |
| 2016   | Racing 21                  | Škoda Fabia R5                  | ŠUM Ret | KRU 5         | HUS 4   | BOH 4   | BAR 7   | PŘÍ 3   |         |         |         |     |        | 3.        | 140b |
| 2017   | Racing 21                  | Škoda Fabia R5                  | VAL 10  | ŠUM 8         | KRU 5   | HUS Ret | BOH 8   | BAR Ret | PŘÍ 3   |         |         |     |        | 9.        | 91b  |
| 2018   | Racing 21                  | Škoda Fabia R5                  | VAL 11  | ŠUM Ret       | KRU 5   | HUS     | BOH 4   | BAR Ret | PŘÍ 3   |         |         |     |        | 8.        | 109b |
| 2019   | Racing 21                  | Volkswagen Polo GTi R5          | VAL 10  | ŠUM 6         | KRU 5   | HUS 4   | BOH 5   | BAR Ret | PŘÍ     |         |         |     |        | 5.        | 128b |
| 2020   | Racing 21                  | Volkswagen Polo GTi R5          | KRU     | HUS           | BOH 8   | VAL     | ZLI     | PAČ 7   | KLA     |         |         |     |        | 7.        | 28b  |

### MERC
| Ročník | Tým             | Automobil      | 1     | 2     | 3     | 4     | 5     | MERC | Bod. |
| ------ | --------------- | -------------- | ----- | ----- | ----- | ----- | ----- | ---- | ---- |
| 2017   | Racing21        | Škoda Fabia R5 | QAT   | JOR   | CYP   | LEB   | SHI 3 | 5.   | 31b  |
| 2018   | ACCR Czech Team | Škoda Fabia R5 | JOR 2 | CYP 2 | LEB 5 | KUW 4 | QAT 1 | 2.   | 131b |

### EHRC
| Ročník | Tým                       | Automobil            | 1   | 2     | 3     | 4   | 5   | 6   | 7   | 8   | 9   | EHRC | Bod. |
| ------ | ------------------------- | -------------------- | --- | ----- | ----- | --- | --- | --- | --- | --- | --- | ---- | ---- |
| 2021   | ACCR Racing 21 Rally Team | Opel Kadett GT/E 16S | SAN | VLT 5 | MEC 5 | WEI | LAH | AST | ELB | VAL | COS | ?    | ?    |